# Aggie Mack
Aggie Mack (Aggie dal 1966) è una serie a fumetti ideata da Hal Rasmusson e pubblicata dal 1946 al 1971. Dopo la morte dell'autore nel 1962, la serie venne continuata fino alla conclusione da Roy Fox. Esiste un vasto merchandising.

## Storia editoriale
La serie venne ideata da Hal Rasmusson ed esordì nel 1946, distribuita negli Stati Uniti d'America dal Chicago Tribune Syndicate e venne realizzata dall'autore fino alla sua morte nel 1962; venne poi continuata da Roy L. Fox fino alla conclusione nel 1971; nel 1966 venne reintitolata semplicemente Aggie.
La serie venne pubblicata anche nel formato comic book dalla Superior Comics, pubblicando otto numeri da gennaio 1948 e agosto 1949. La Dell Comics provò a riproporre la serie nel formato comic book nel 1962 pubblicandola sulla testata Four Color Comics. La serie venne pubblicata anche all'estero e divenne molto popolare in Francia dove esordì nel 1947 dove venne rinominata Fillettes e inoltre ne venne pubblicata una nuova versione realizzata Gérard Alexandre esordita nel 1960.

## Personaggi
Aggie Agnes è una giovane adolescente cresciuta dalla seconda moglie del padre, che dimostra comunque di preferirle sua figlia, Mona, di un paio d'anni più grande di Aggie; il padre è spesso assente in quanto via per affari. L'unica amicizia di Aggie in casa è Whiskers, un cane randagio che lei ha adottato ma che è malvisto dal resto della famiglia; il resto della sua vita sociale era piuttosto ordinario, con attività scolastiche, una serie di fidanzati, amici e rivali.